# Сокол в Мексике
«Сокол в Мексике» (англ. The Falcon in Mexico) — американский детективный фильм режиссёра Уильяма Бёрка, который вышел на экраны в 1944 году.
Это девятый из тринадцати фильмов в сериале студии RKO Pictures о частном детективе по прозвищу Сокол, и пятый фильм, в котором роль Сокола исполняет Том Конуэй. Он сыграет эту роль ещё в четырёх фильмах, прежде чем в 1946 году RKO закроет сериал.
В этом фильме Сокол расследует таинственное убийство арт-дилера, связанное с одним из принадлежащих ему портретов. В дело оказываются вовлечёнными натурщица Долорес Ибарре (Сесилия Селлехо), дочь художника Барбара Уэйд (Марта Викерс), и коллекционер его работ Уинтроп Хьюз (Эмори Парнелл). Поиски убийцы оказываются каким-то образом связанными с личностью автора портрета, который много лет назад уехал в Мексику, где, по общему мнению, умер пятнадцать лет назад. Продолжив расследование в Мексике, Сокол выходит на портье и ученицу Уэйда по имени Пола Дадли (Мэри Карриер), а также его бывшую жену танцовщицу Ракель (Мона Марис) с её партнёром и новым мужем Антоном (Джозеф Витале). Вскоре следуют убийства Долорес и Полы и покушение на убийство Барбары. Когда в конце концов Сокол устанавливает, что художник Уэйд жив, того также убивают. Связав воедино все улики, Сокол приходит к заключению, что убийцей был Хьюз, который опасался, что его коллекция резко потеряет в цене, если выяснится, что Уэйд жив.
Некоторые сцены фильма снимались в Мексике, кроме того, был использован хроникальный материал невыпущенного фильма Орсона Уэллса «Всё это правда», съёмки которого проходили в Бразилии и Мексике. Фильм заслужил в основном позитивные отзывы критики за увлекательный сюжет с интересными поворотами и натурные съёмки, что сделало его одним из лучших в сериале.

## Сюжет
Поздно ночью в Нью-Йорке джентльмен и детектив-любитель Том Лоуренс, известный как Сокол (Том Конуэй), помогает девушке по имени Долорес Ибарре (Сесилия Селлехо) проникнуть в художественную галерею, чтобы она могла забрать принадлежащий ей портрет. Увидев в галерее этот портрет, Том понимает, что на самом деле Долорес была не его обладательницей, а натурщицей, с которой он написан. Вскоре Том натыкается на мёртвое тело арт-дилера, и в этот момент срабатывает сигнализация. Появляются охранники, которые не верят рассказу Тома, так как к этому моменту Долорес успела сбежать. Кроме того, как выясняется, портрет, о котором идёт речь, написан Хамфри Уэйдом, художником, который умер пятнадцать лет назад. Следовательно, Уэйд никак не мог использовать юную Долорес в качестве натурщицы. Тома пытаются задержать, но он убегает вместе с картиной, направляясь в дом Уинтропа «Счастливчика Даймонда» Хьюза (Эмори Парнелл), одного из самых известных коллекционеров работ Уэйда. Хьюз считает портрет подлинной работой Уэйда и направляет Тома расспросить о нём Барбару, дочь художника. Том приходит к Барбаре (Марта Викерс), но после того, как ему никто не открывает, вскрывает дверь. В квартире Том обнаруживает пачку газетных вырезок, касающихся продажи портрета Долорес. По возвращении домой Барбара заявляет Тому, что её отец все ещё жив. Вскоре в квартиру прибывает полиция, которую направил Хьюз, и Том вынужден бежать. Когда его объявляют в розыск по подозрению в убийстве, Том решает продолжить расследование в Мексике, где предположительно захоронен Уэйд. Барбара уговаривает взять её с собой.
По прибытии в аэропорт Мехико Барбара сбегает от Тома на машине, присланной за ней из отеля La Casa Del Laga Inn. Том нанимает таксиста Мануэля Ромеро (Нестер Пайва) и его сына Панчо (Фернандо Альварадо), чтобы проследить за Барбарой. Они следуют за ней до гостиницы, расположенной на берегу озера почти в 300 километрах от города. Там Барбара объясняет Тому, что приехала в эту гостиницу, потому что в ней жил и работал её отец. Барбара знакомит Тома со своей мачехой, танцовщицей Ракель (Мона Марис), и её партнёром и новым мужем Антоном (Джозеф Витале). Антон угрожающим тоном требует от детектива, чтобы тот оставил Барбару в покое и уезжал из Мексики. На следующее утро у фонтана Ракель также просит Тома прекратить поиски Уэйда. В свою очередь, Том обвиняет Ракель в попытке воспрепятствовать его расследованию из страха, что её обвинят в двоемужестве, если выяснится, что Уэйд по-прежнему жив. Они возвращаются в гостиницу, где портье Пола Дадли (Мэри Карриер) показывает Барбаре и Тому студию Уэйда, которую она сохранила в нетронутом виде. Когда Барбара выходит из студии, за запертой дверью она чувствует присутствие отца. Том вскрывает замок. Внутри комнаты они находят эскиз, выполненный в стиле Уэйда, краска на котором ещё не высохла. В этот момент в дверях появляется Пола и требует немедленно выйти из её комнаты. Что касается картины, то она утверждает, что это её собственная работа, после чего Том высказывает предположение, что она, возможно, пишет подделки под Уэйда.
Вернувшись в свою комнату, Том неожиданно встречает там Долорес, которая ищет свой портрет. Том выводит её в коридор, где она сбегает. Том возвращается в свою комнату, чтобы забрать картину, но какой-то мужчина бьёт его по голове и уносит портрет. Придя в себя, Том узнаёт у Полы, что Долорес является дочерью дона Карлоса Ибарры (Педро де Кордоба). Том встречается с Доном Карлосом, сообщая, что его дочь может быть в опасности. В ответ старик рассказывает детективу, что Долорес отправилась в Соединенные Штаты, чтобы помочь другу-художнику вернуть его картину. Дон Карлос и Том начинают поиски Долорес, обнаруживая её мёртвой в лодке на берегу озера.
Том возвращается в свой гостиничный номер, где видит Мануэля, роющегося в его багаже, после чего увольняет его. Вскоре после этого Хьюз прибывает в отель без своего знаменитого кольца с бриллиантом. В тот же вечер за ужином Барбара от отравления падает в обморок прямо за столом. Том приходит к выводу, что тот, кто отравил Барбару, также убил Долорес и арт-дилера, чтобы не дать им узнать, что Уэйд до сих пор жив. Пола замечает, что у Ракель есть веские причины для того, чтобы Уэйда считали мёртвым. Антон в ответ обвиняет Полу в убийстве арт-дилера после того, как он распознал изготовленные ей подделки картин Уэйда. После того, как Барбара оправляется от отравления, Пола исчезает. Том обыскивает её комнату, обнаруживая, что пропавший портрет спрятан в её столе. Затем Том отправляется на озеро в поисках Полы, где рыбаки уже подняли из воды её мертвое тело. Когда Том приближается к трупу, вновь появляется Мануэль, представляясь сотрудником мексиканской полиции, действующим под прикрытием. Тем временем Барбара уходит с женщиной, которая предложила отвезти её к отцу. Когда Том и Мануэль возвращаются в гостиницу, они обнаруживают, что Барбара пропала, и следуют за ней на остров, где находят её у могилы отца. Однако, когда Том снимает надгробие, они обнаруживают, что склеп пуст. Женщина признаётся, что её нанял Антон, чтобы она привела Барбару к могиле.
Когда жители деревни празднуют фиесту, полицейские докладывают Мануэлю, что украден один из танцевальных костюмов, из чего Том делает вывод, что его, должно быть, украл Уэйд, чтобы замаскироваться. Когда Том и Мануэль уходят, чтобы допросить танцоров, к Барбаре подходит человек в маске и представляется её отцом. Уэйд (Брайант Уошберн) объясняет дочери, что он в своё время исчез, потому что считал себя неудачником и захотел что-то изменить. Но когда после предполагаемого самоубийства его картины стали высоко цениться, он уже не смог вернуться к прежней жизни. Когда Уэйд пытается предупредить Барбару о том, что их жизням угрожает опасность, ему стреляют в спину, и он замертво падает на её глазах. Быстро вернувшись на звук выстрела, Том приходит к выводу, что это Хьюз убил Уэйда, потому что если бы Уэйд оказался жив, его картины резко потеряли бы в цене. Когда Мануэль подтверждает финансовые проблемы Хьюза и продажу его кольца с бриллиантом, они решают устроить ловушку для Хьюза, сделав вид, что Уэйд всё ещё жив. Переодевшись Уэйдом, Том выходит на площадь вместе с Барбарой. Хьюз целится в него с балкона. Но прежде чем он успевает выстрелить, в него стреляет Мануэль, и раненый Хьюз падает. Разоблачив убийцу, Том прощается с мексиканскими друзьями и улетает на родину.

## В ролях
- Том Конуэй — Том Лоуренс / Сокол
- Мона Марис — Ракель
- Марта Викерс — Барбара Уэйд
- Брайант Уошбёрн — Хамфри Уэйд, художник
- Эмори Парнелл — Джеймс Уинтроп «Лаки Даймонд» Хьюз
- Нестор Пайва — Мануэль Ромеро
- Фернандо Альварадо — Панчо Ромеро
- Джозеф Витале — Антон
- Мэри Карриер — Пола Дадли
- Сесилия Каллехо — Долорес Ибарра
- Педро де Кордоба — Дон Карлос Ибарра
- Джордж Льюис — мексиканский детектив

## История создания фильма
Это девятый из шестнадцати фильмов киносериала о джентльмене и частном сыщике Соколе, тринадцать из которых в 1941—1946 годах произведены студией RKO Pictures. В первых трёх фильмах роль Сокола сыграл Джордж Сандерс, в четвёртом фильме «Брат Сокола» (1942) герой Сандерса погиб и его сменил родной брат (как в жизни, так и на экране) Том Конуэй, который также взял прозвище Сокол. Конуэй сыграл Сокола в десяти фильмах, после чего студия RKO закрыла проект. В 1948—1949 годах малобюджетная компания Film Classics выпустила ещё три фильма о Соколе, роль которого сыграл Джон Калверт.
Как написал историк кино Дерек Виннерт, актриса Марта Викерс (урождённая Марта Витивкер) указана в титрах как Марта Маквикар. Под этим именем она выступала до 1944 года. Она начала кинокарьеру в небольшой роли в фильме «Франкенштейн встречает человека-волка» (1943), а запомнилась она прежде всего как Кармен Стернвуд, неразборчивая в связях наркоманка и младшая сестра героини Лорен Бэколл в классическом фильме нуар «Большой сон» (1946). Мона Марис, которая исполнила роль Ракель, во второй раз появилась в сериале после фильма «Свидание с Соколом» (1942).
Как отметил историк кино Ричард Харланд Смит, несмотря на скромный бюджет, фильм «имеет большую производственную ценность благодаря съёмкам к югу от границы, что стало возможным благодаря использованию кадров из незаконченной масштабной кинокартины Орсона Уэллса „Все это правда“ (1942), которые снимались в Мексике и в Бразилии». По информации Виннерта, некоторые эпизоды в Мексике сняты второй съёмочной группой фильма.
Фильм находился в производстве с середины марта до 4 апреля 1944 года, премьера фильма состоялась в Нью-Йорке 4 ноября 1944 года.

## Оценка фильма критикой
Как отметил историк кино Ричард Харланд Смит, сразу после выхода в прокат фильм «получил высокие оценки критиков», а по кассовым сборам он стал «одним из лучших в проверенном временем детективном сериале о Соколе». С другой стороны, кинокритик «Нью-Йорк Таймс» охарактеризовал картину как «тихое, неинтересное маленькое путешествие среди трупов. Сюжет развивается неторопливо в соответствии с простой теорией о том, что, когда становится скучно, всё, что нужно, — это ещё одно холодное тело, чтобы оживить интерес». По словам критика, «Конуэй в роли вездесущего и не слишком сообразительного Сокола прогуливается, засунув одну руку в карман, а иногда, чтобы изменить драматический темп, и обе руки в карманы». Что касается финала картины, то «все, за исключением нескольких скучающих зрителей, сочли, что режиссёр Уильям Бёрк неразумно поспешно, закончил картину». Если фильм немного продлить, он мог бы стать лучше.
По мнению современного кинокритика Рона Беккера, этот фильм стал «сюрпризом. Как раз в то время, когда фильмы о Соколе вошли в привычную колею, когда неинтересные сюжеты были безразлично сыграны, спродюсированы и срежиссированы, „Сокол в Мексике“ ломает привычный уклад, в результате чего получается, пожалуй, лучший фильм в серии». Беккер «настоятельно рекомендует» этот «всегда сложный и интересный фильм». Как полагает кинокритик Фрэн Мейсон, этот фильм предлагает богатое сочетание жанров и стилей, включая комедию, детектив, музыкальные и карнавальные эпизоды, а также контраст между «нуарной Америкой и готической Мексикой». По словам критика, несмотря на то, что «фильм в итоге превращается в стандартное детективное расследование, она связано с тайной, которая возникает благодаря готическому стилю, обусловленному окружающей обстановкой, а также появлению художника, считавшегося давно умершим».
По мнению Виннерта, это «интересный, хотя и невыдающийся фильм в серии о Соколе». Несмотря на то, что «режиссура Уильяма Бёрка слабовата, а детективная история скромная,… актёрский состав, атмосфера мира искусства и путешествия по Мексике придают фильму очарование». Деннис Шварц полагает, что это «криминальная драма о Соколе среднего уровня… Несмотря на то, что в этом напряженном фильме происходит много событий, саспенс так и не нарастает, а сюжет слишком скромный, чтобы оказать заметное воздействие на зрителя». Как далее отмечает критик, «сценарий написан Джорджем Уортингом Йейтсом и Джеральдом Джерати, которые пытаются создать что-то комедийное, привнести местный колорит и добавить к загадочному убийству несколько слабых музыкальных номеров», а Бёрк со своей стороны обеспечивает профессиональную постановку этой картины.